# Pokémon Sword och Shield
Pokémon Sword och Pokémon Shield är rollspel utvecklat av Game Freak och utgivet av Nintendo och The Pokémon Company till Nintendo Switch. De är de första spelen i åttonde generationen av Pokémon-spel och de andra spelen i serien släppt till en konsol, efter Pokémon: Let's Go, Pikachu! och Let's Go, Eevee!. Spelen avslöjades officiellt i februari 2019 och släpptes internationellt den 15 november 2019.
Planeringen av spelen började efter att Pokémon Sun  och Moon slutfördes 2016, medan full produktion skedde ett år senare i slutet av 2017. Som med de flesta andra huvudspelen i Pokémon-serien,  handlar Sword och Shield om en ung person som reser genom en region, Galar, baserat på Storbritannien, tillsammans med rivalerna Hop, Bede och Marnie, med målet att detronisera den nuvarande mästaren (som brukar finnas i Elitfyran i andra regioner men Mästarcupen i Galarregionen), samt att besegra Team Yell, en grupp Marnie-besatta fanatiker. Spelen introducerar nya funktioner: "Dynamaxing" och "Gigantamaxing" som ökar storleken och formen på några Pokémon, en stor öppen vildmark med fri kamerakontroll och 81 nya Pokémon, samt 13 regionala varianter av tidigare Pokémon.
Sword och Shield fick huvudsakligen bra kritik, särskilt gällande designen av figurerna, nya funktioner samt strömlinjeformad design. Spelen fick negativ kritik för en minskad Pokédex med färre pokémon, grafikens kvalitet och bristen på djup. Under den första veckan efter lanseringen sålde  Sword och Shield  över 6 miljoner exemplar internationellt, och blev de snabbast säljande spelen i Nintendo Switch per 2019. Spelen fick sedan DLC under året 2020.